# Рантхамбор (национальный парк)
Национальный парк Рантхамбор (англ. Ranthambore National Park) — один из крупнейших национальных парков северо-западной Индии. Площадь парка составляет 392 км². Расположен на юго-востоке штата Раджастхан, в округе Савай-Мадхопур, примерно в 180 км от города Джайпура. Административный центр округа, город Савай-Мадхопур, находится в 11 км от границы Рантхамбора и является самым близлежащим к парку населённым пунктом. Название своё парк получил от средневековой крепости, расположенной на его территории.
Рантхамбор был образован в 1955 году индийским правительством и в 1973 году стал одним из заповедников Проекта «Тигр». В 1980 году заповедник получил статус национального парка. В 1984 году на прилегающей к Рантхамбору территории было образовано два новых заповедника: Савай Ман Сингх и Келадеви. В 1991 году они были объединены с Рантхамбором. По состоянию на 1985 год национальный парк включал в себя резерват Савай-Мадхопур.
Рантхамбор расположен на краю крутого горного плато. На севере граница парка пролегает по реке Банас, а на юге — по реке Чамбал. На территории Рантхамбора находится несколько озёр. Территория национального парка покрыта злаковниками, сухими и влажными тропическими лесами. Рантхамбор прежде всего известен своими тиграми и считается лучшим местом в Индии, где можно увидеть этих животных в их естественной среде обитания, помимо тигров это леопарды, медведи-губачи, каракалы, гиены, медоеды, мангусты, панголины, олени, газели и множество видов птиц. В парке также растёт одно из крупнейших баньяновых деревьев Индии.